# Karl Firsching

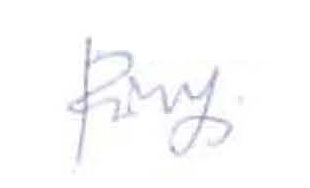
Unterschrift Karl Firsching (Juli 1975)

Karl Firsching (* 15. Januar 1915 in Speyer; † 19. März 1989) war ein deutscher Jurist, Hochschullehrer und juristischer Fachbuchautor. Er begründete einige Standardwerke im Bereich des Nachlass- und Erbrechts. 

## Leben
Karl Firsching wurde am 15. Januar 1915 in Speyer geboren. Nach dem Abitur studierte er von 1934 bis 1937 Rechtswissenschaften an der Ludwig-Maximilians-Universität München. Nachdem er 1941 die Zweite Juristische Staatsprüfung abgelegt hatte, begann Firsching kurz darauf seine Tätigkeit  als Gerichtsassessor. Seine Ernennung zum Amtsgerichtsrat am Amtsgericht München erfolgte 1944. Nach Kriegsende widmete sich Firsching zunächst der Rechtswissenschaft. 1946 wurde er an der Münchener Universität bei Claudius Freiherr von Schwerin mit dem Thema Symbol und Symbolik in den deutschen Weistümern promoviert. 1956 führte ihn ein Fulbright-Stipendium in die USA an die  Universitäten in Chicago und Harvard, wo er auch Max Rheinstein und Albert Armin Ehrenzweig kennenlernte. 1957 wurde Firsching wieder in den bayerischen Justizdienst übernommen und war wieder als Richter am Amtsgericht München tätig. Seine Habilitation erfolgte 1963 an der Uni München bei Eugen Ulmer mit der Schrift Deutsch-amerikanische Erbfälle : Die Bedeutung der Qualifikation und der. Angleichung, der Anpassung und der. Umdeutung bei ihrer rechtlichen Behandlung. Ich gleichen Jahr wechselte Firsching an das Oberlandesgericht München und wurde zum Oberlandesgerichtsrat ernannt. 1966 folgte ein erneuter Wechsel zur Lehre, Firsching folgte einem Ruf an die neugegründete Universität Regensburg, die 1967 ihren Lehrbetrieb aufnahm. Er erhielt dort einen Lehrstuhl für Bürgerliches Recht. Da Firschings Ruf mittlerweile sehr geschätzt war, wollte die bayerische Justiz auf seine Richtertätigkeit nicht verzichten und änderte 1970 das Bayerische Richtergesetz, wonach nun auch hauptamtliche Hochschullehrer Richter am Bayerischen Obersten Landesgericht tätig sein konnten. Somit  wurde er mit Wirkung vom 16. Februar 1970 zum Richter am Bayerischen Obersten Landesgericht ernannt. Dieses Amt übte Firsching parallel zu seiner Lehrtätigkeit bis zu seiner Pensionierung 1980 aus. Er prägte dabei die Rechtsprechung des Bayerischen Obersten Landesgerichts zum Internationalen Familien- und Erbrecht wesentlich mit. Seine Lehrtätigkeit setzte er noch bis zu seiner Emeritierung im Wintersemester 1982/83 fort. Auch nach dem Ende seiner beruflichen Tätigkeit blieb Firsching als Verfasser von Entscheidungsrezensionen, juristischen Aufsätzen und Fachbüchern rege tätig.

## Wissenschaftliches Werk
Karl Firschings Name ist untrennbar mit mehreren Standardwerken zum Internationalen Erbrecht, zum Nachlassrecht und zum Vormundtschaftsrecht verbunden. Gemeinsam mit Murad Ferid begründete er 1955 die Quellensammlung zum Internationalen Erbrecht. Dieses als Loseblattsammlung herausgegebene Werk umfasst mittlerweile neun Bände und sucht in der deutschsprachigen Rechtsliteratur seinesgleichen. Des Weiteren begründete Firsching zwei bekannte Handbücher der amtsgerichtlichen Praxis, die mittlerweile als Handbücher der Rechtspraxis erscheinen. 1953 erschienen erstmals die Handbücher zum Nachlassrecht und zum Vormundtschaftsrecht. In späteren Jahren widmete er sich vor allem dem Internationalen Privatrecht, infolge dessen er 1981 mit einigen Kollegen, unter anderem Dieter Henrich die Zeitschrift Praxis des Internationalen Privat- und Verfahrensrechts (IPRax) gründete und bis zu seinem Tode mit herausgab. Bis zu seiner Emeritierung fungierte Firsching zudem als ihr Schriftleiter. An einem weiteren Standardwerk war Firsching schon seit seiner Zeit als Amtsrichter beteiligt. Er kommentierte in der 10./11. Auflage des BGB-Großkommentars Staudinger die Abschnitte Errichtung und Aufhebung eines Testaments (§§ 2229-2264) und Erbschein (§§ 2353-2385) des Fünften Buches des BGB zum Erbrecht, welcher 1960 erschien. 1978 kam noch der Ergänzungsband zum Internationalen Schuldrecht hinzu. In der 12. Auflage des Staudinger bearbeitete er wiederum die §§ 2229-2264 sowie die Ergänzungsbände zum Internationalen Erbrecht und zum Internationalen Schuldrecht.